# کلویی فری
کلویی فری (زاده Chloe West Etherington ؛ متولد ۳۱ اوت ۱۹۹۵) بازیگر و شخصیت تلویزیونی انگلیسی از نیوکاسل است که از جمله فعالیت‌های او در برنامه‌های تلویزیونی می‌توان به سریال MTV Geordie Shore که براساس واقعیت ساخته شده اشاره کرد. او همچنین در نوزدهمین فصل سریال بزرگ برادر در سال ۲۰۱۷ شرکت کرده‌است.
| سال                | عنوان                         | نقش  | توجه داشته باشید            |
| ------------------ | ----------------------------- | ---- | --------------------------- |
| ۲۰۱۵ - در حال حاضر | جوردی ساحل                    | خودش | عضو بازیگران                |
| ۲۰۱۷               | مشهور برادر بزرگ ۱۹           | خودش | مشهور بزرگ برادر ۱۹ خانه‌دار |
| ۲۰۱۷               | در ساحل                       | خودش | سابق ماری مک کنا            |
| ۲۰۱۸               | مشهور ۱۰۰٪ داغ                | خودش | مشتری                       |
| ۲۰۱۸-حال           | فقط تاتو از ما                | خودش | مجری مهمان                  |
| ۲۰۱۹               | Geordie Shore: Geordies React | خودش | عضو بازیگران                |
| ۲۰۱۹               | جوردی گربه                    | خودش | سریال آنلاین                |
| ۲۰۱۹               | Chloe Ferry بزرگ شده‌است       | خودش | سریال آنلاین                |
| ۲۰۱۹               | Celebs VS حیوانات خانگی       | خودش | سریال آنلاین                |

## نمایش مهمان
- آفتاب، جنس و والدین مشکوک (۳۰ ژوئن ۲۰۱۵)
- Sex Pod (2 مارس ۲۰۱۷)
- Super Shore (2016)
- انتشار Hounds (16 مارس ۲۰۱۷)
- صورت شما یا معدن؟ (ژوئن ۲۰۱۷)
- Celebs Go Dating ( اوت ۲۰۱۹ )